# 艾爾 (麻薩諸塞州普查規定居民點)
艾爾（英語：Ayer）是位於美國麻薩諸塞州米德爾塞克斯縣的一個普查規定居民點。

## 人口
根據2020年美國人口普查的數據，艾爾的面積為3.60平方千米，當中陸地面積為3.43平方千米，而水域面積為0.16平方千米。當地共有人口2986人，而人口密度為每平方千米829.44人。